# Экспериментальная фонетика
Экспериментальная фонетика — раздел общей фонетики, в котором изучение звуков и других речевых единиц, явлений и процессов осуществляется экспериментальным путём. Экспериментально-фонетический метод применяют в изучении артикуляционных, акустических и перцептивных объектов фонетики. Экспериментально исследовать можно сегментные и надсегментные единицы, литературное и диалектное произношение, фонетические системы различных языков в сопоставительном аспекте.
Экспериментальная фонетика призвана давать объективные знания, когда необходимо проверить теорию, гипотезу, предположение т.д. Поэтому она пользуется широким спектром инструментальных средств, позволяющих фиксировать определённые речевые параметры в соответствующих единицах измерения. К таким техническим средствам сбора объективной информации относятся: компьютерные программы анализа звуковой волны, технические устройства, отражающие процессы образования звуков (артикулографы, палатографы, рентгенографические аппараты, МРТ-аппараты и т. д.).